# ناشایست برای زندگی
ناشایست برای زندگی (آلمانی: Lebensunwertes Leben) مناطق مسکونی برای نازی‌ها تفکیک شده بود و بنا بر منطق رژیم نازی مناطق تعیین شده حق زندگی نداشتند. افرادی که محکوم به مرگ شده بودند معمولاً به شیوه اجباری یا با فریب دادن سرپرستانشان مورد تعرض دولتی قرار می‌گرفتند. این سیاست روی افرادی که با مشکلات جدی پزشکی مواجه بودند یا افرادی که همخوان با سیاست نژادی آلمان نازی نبودند، به شدت دست دوم و از دور خارج تلقی می‌شدند. این ایده مؤلفه مهمی از ایدئولوژی نازیسم را شکل داده بود که درنهایت منجر به هولوکاست شد. به شکلی شبیه به مفهوم «موجودی مادون انسان» شبه انسان و مادون بشر است، زیرا همه زیرمجموعه‌ها بی‌ارزش زندگی نمایندگی را می‌کنند. (برای مثال، برده‌ها برای کار برده‌داری مفید بودند.)
برنامه مرگ آسان به‌طور رسمی در سال ۱۹۳۹ به تصویب رسید و با تصمیم شخصی آدولف هیتلر به اجرا درآمد. این برنامه وسیع که با کد عملیاتی تی ۴ آغاز شد رسماً در سال ۱۹۴۱ به پایان رسید، و آن هنگامی بود که اعتراضات عمومی سبب توقف برنامه شد و با انجام برنامه ۱۳ و ۱۴ که علیه زندانیان اردوگاه‌های کار اجباری اعمال شد به پایان رسید.

## تاریخچه
این عبارت برای اولین بار در کتابی که در سال ۱۹۲۰ چاپ شد، (مجاز به نابودی و ناشایست برای زندگی) توسط دو استاد، حقوقدان کارل بایندینگ (بازنشسته دانشگاه لایپزیگ و روانپزشک آلفرد هوخ از دانشگاه فرایبورگ به رشته تحریر درآمد. بنا به گفته هوخ، برخی از افراد زنده که دچار آسیب مغزی، معلول فکری یا اوتیستیک یا درخودمانده هستند (هرچند از ابتدا به چنین عنوانی شناخته نشده بودند) از نظر روانی «مرده ذهنی»، «سنگ لاشه انسان» یا «پوسته خالی انسان» تلقی می‌شوند. هوخ تلقی‌اش این بود که کشتن چنین افرادی مفید است. با همین استدلال برخی از افراد به سادگی یکبار مصرف تلقی می‌شدند. بعداً این تلقی به تفکر نازی‌ها که برداشتشان این بود «نجس نژادی» باید کشته شود یا هرکس که علیه «نژادپرستی نازی» بود، باید کشته شود، اضافه شد.

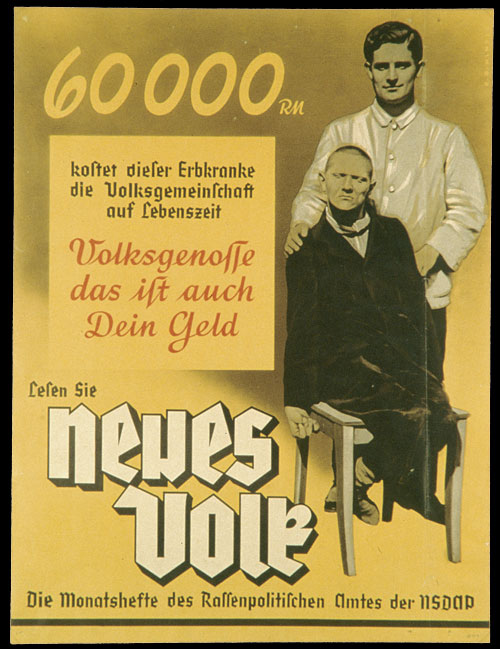
در این پوستر که حدوداً ۱۹۳۸ چاپ شد: «۶۰٬۰۰۰ مارک آلمان نازی هزینه‌ای هست که این شخص بدلیل اختلال وراثتی که از آن در طول زندگی‌اش رنج برده از جیب مردم می‌زند. ماهنامه مردم جدید دفتر سیاست نژادی حزب نازی»